# Vivir así
«Vivir así» es el cuarto y último sencillo del álbum Amango: El Sueño Se Hizo Realidad del grupo juvenil Amango.

## Video musical
El video se estrenó exclusivamente el la página oficial de Amango el 6 de febrero de 2008.
El video consiste en que cada integrante interpreta la canción sentados en un sillón rojo con una forma muy moderna, rodeados de los típicos colores y flores de Amango.